# Jöns Persson (allmogemålare)
Jöns Persson, född 1811, sannolikt i Valleberga by, Löderups socken, Kristianstads län, död där 1866 eller 1877, var en svensk lantbrukare och allmogemålare.
Persson använde sig av två sinsemellan rätt olika sätt att måla. Det ena var i ett storformat, kraftfullt och elegant stil medan det andra var i enkla rankor och runda blomliknande färgklickar som gav ett naivt intryck. Han målade vanligtvis sina ornament på möbler i cinnoberrött, kromgult, vitt och svart på en blå botten. Persson är representerad vid Simrishamns museum. 